# サイエンス・アイ新書
サイエンス・アイ新書（サイエンス・アイしんしょ）は、SBクリエイティブ株式会社が発行する科学新書レーベル。Si新書と略記される。

## 概要
2006年10月創刊。
キャッチコピーは、「科学の世紀」の羅針盤。ブルーバックス対抗の新書であることは、サイズがまったく同じであることからもうかがえる。ちなみにブルーバックス、サイエンス・アイ新書のサイズは、一般の新書よりも若干大きい。
サイエンス・アイ（Science i）は、21世紀の科学（Science）を支える情報（Information）、知識（intelligence）、革新（Innovation）を表現する「i」からネーミング。
新書では珍しく、2色ないし4色を使った展開をしている。
ブルーバックスは比較的縦組みが多いのに対し、サイエンス・アイ新書は横組みのみ。
毎月2 - 5冊刊行。既刊や新刊は、サイエンス・アイ新書Webで確認することができる。
ソフトバンク クリエイティブがPC・IT系の雑誌や書籍を多数刊行した関係からか、PC・IT系のタイトルが多い。

## 刊行リスト
- 最新Webテクノロジー（電脳事務）
- 知ってトクする確率の知識（野口哲典）
- 暮らしの中の面白科学（花形康正）
- 論理的に考える技術（村山涼一）
- パソコンネットワークの仕組み（三谷直之・米田 聡）
- 透明金属が拓く驚異の世界（細野秀雄・神谷利夫）
- マンガでわかる色のおもしろ心理学（ポーポーポロダクション）
- 進化する電池の仕組み（箕浦秀樹）
- 理工系のネット検索術（田中拓也・芦刈いづみ・飯富崇生）
- やさしいバイオテクノロジー（芦田嘉之）
- やさしく学ぶ免疫システム（松尾和浩）
- 基礎からわかるナノテクノロジー（西山喜代司）
- 理工系の“ひらめき”を鍛える（児玉光雄）
- 数学的センスが身につく練習帳（野口哲典）
- あなたはコンピュータを理解していますか（梅津信幸）
- 怠け者のためのパソコンセキュリティ（岩谷 宏）
- 太陽電池と水素エネルギー（槌屋治紀）
- 進化するケータイの科学（山路達也）
- がんの仕組みを読み解く（多田光宏）
- サイエンス夜話 不思議な科学の世界を語り明かす（竹内薫、原田章夫）
- 電子回路の基礎のキソ（米田 聡）
- プログラムのからくりを解く（高橋麻奈）
- 宇宙はどこまで明らかになったのか（福江 純・粟野諭美）
- イヌ好きが気になる50の疑問（吉田悦子）
- ネコ好きが気になる50の疑問（加藤由子）
- いまさら聞けないパソコン活用術（大崎誠）
- 生き物たちのふしぎな超・感覚（森田由子）
- みんなが知りたい水族館の疑問50（中村 元）
- 行動はどこまで遺伝するか（山元大輔）
- カラー図解でわかるクルマのしくみ（市川克彦）
- 心はプログラムできるか（有田隆也）
- 深海生物の謎（北村雄一）
- プリンに醤油でウニになる（都甲 潔）
- 鉱物と宝石の魅力（松原 聰・宮脇律郎）
- みんなが知りたい旅客機の疑問50（秋本俊二）
- 始まりの科学（矢沢サイエンスオフィス）